# チヂレゲカラスフウチョウ
チヂレゲカラスフウチョウ (Manucodia comrii)は、スズメ目フウチョウ科の鳥類。

## 分布
パプアニューギニア （固有種）